# Trichosanthes kostermansii
Trichosanthes kostermansii är en gurkväxtart som beskrevs av Brigitta Emma Elisabeth Duyfjes och Pruesapan. Trichosanthes kostermansii ingår i släktet Trichosanthes och familjen gurkväxter. Inga underarter finns listade i Catalogue of Life.